# Live from Radio City Music Hall
 Live from Radio City Music Hall   é um duplo álbum ao vivo da banda de heavy metal inglesa Heaven & Hell. As canções foram gravadas em um show realizado pelo grupo em março de 2007 no Radio City Music Hall em New York City.
Live from Radio City Music Hall também foi disponibilizado em DVD. O DVD foi recebeu certificado de Ouro  pela RIAA em outubro de 2007, vendendo 100 mil unidades. Foi lançado em  Blu-ray em 2011.

## Faixas

### Disco 1
| N.º | Título                           | Compositor(es)                | Duração |  |
| 1.  | "E5150/After All (The Dead)"     | Dio, Iommi, Butler            | 8:30    |  |
| 2.  | "The Mob Rules"                  | Dio, Iommi, Butler            | 4:04    |  |
| 3.  | "Children of the Sea"            | Dio, Iommi, Butler, Bill Ward | 6:52    |  |
| 4.  | "Lady Evil"                      | Dio, Iommi, Butler, Ward      | 5:20    |  |
| 5.  | "I"                              | Dio, Iommi, Butler            | 6:27    |  |
| 6.  | "The Sign of the Southern Cross" | Dio, Iommi, Butler            | 9:06    |  |
| 7.  | "Voodoo"                         | Dio, Iommi, Butler            | 7:42    |  |
| 8.  | "The Devil Cried"                | Dio, Iommi                    | 11:40   |  |

### Disco 2
| N.º | Título                              | Compositor(es)           | Duração |  |
| 1.  | "Computer God"                      | Dio, Iommi, Butler       | 6:41    |  |
| 2.  | "Falling Off the Edge of the World" | Dio, Iommi, Butler       | 5:45    |  |
| 3.  | "Shadow of the Wind"                | Dio, Iommi               | 6:05    |  |
| 4.  | "Die Young"                         | Dio, Iommi, Butler, Ward | 7:44    |  |
| 5.  | "Heaven and Hell"                   | Dio, Iommi, Butler, Ward | 15:15   |  |
| 6.  | "Lonely Is the Word"                | Dio, Iommi, Butler, Ward | 6:48    |  |
| 7.  | "Neon Knights"                      | Dio, Iommi, Butler, Ward | 7:58    |  |

## Créditos
- Ronnie James Dio  –  vocal
- Tony Iommi  –  guitarra
- Geezer Butler  –  baixo
- Vinny Appice  –  bateria

## Datas de lançamento
- 24 de agosto de 2007 na Alemanha pela SPV Records
- 27 de agosto de 2007 no resto da Europa pela SPV Records
- 28 de agosto de 2007 nos EUA pela Rhino Records

## Desempenho nas paradas
| Ano  | Nação          | Parada            | Posição |
| ---- | -------------- | ----------------- | ------- |
| 2007 | Estados Unidos | The Billboard 200 | 99      |
| 2007 | Noruega        | VG-lista          | 2       |